# Розыгрыш (фильм, 2008)
«Ро́зыгрыш» — российский художественный фильм-ремейк, снятый режиссёром Андреем Кудиненко в 2008 году. Снят по мотивам одноимённого фильма Владимира Меньшова. Продюсером фильма выступил Павел Лунгин, чей отец, Семён Лунгин написал сценарий фильма Меньшова.

## Сюжет
Действие разворачивается в обычной московской школе. Началось всё с шутки лидера класса Олега Комарова — он подговорил одноклассников пошутить над молодой практиканткой по английскому языку в отместку за тройку. В это же время в классе появляется новый ученик — Игорь Глушко. Новичок на первом уроке поражает учительницу знанием английского. Также он пишет песни и мечтает набрать группу музыкантов. Комаров понимает, что его позициям лидера нанесён урон, и пытается исправить положение.
После первого розыгрыша практикантка понимает, кто это устроил, и ставит Комарову двойку за домашнее задание. Отец Комарова, спонсирующий школу, грозит Олегу армией и наказывает его. После этого Олег решает устроить второй, более жестокий розыгрыш. Розыгрыш получился, но всё раскрывается, и Комарова решают исключить из школы. Но неожиданно завуч школы призывает всех к милосердию и предлагает оставить Комарова в школе и допустить к экзаменам.

## В ролях
| Актёр               | Роль                                     |
| ------------------- | ---------------------------------------- |
| Евгений Дмитриев    | Олег Комаров                             |
| Иван Алексеев       | Игорь Глушко                             |
| Мария Горбань       | Таня Нестерова                           |
| Клавдия Коршунова   | Тая Петрова                              |
| Донатас Грудович    | Илья Корбут                              |
| Андрей Назимов      | Гера Зорин-Кротов                        |
| Андрей Жемчужный    | Яша Жемчужный                            |
| Ирина Купченко      | Мария Васильевна, завуч                  |
| Юрий Кузнецов       | Михал Михалыч, директор                  |
| Яна Есипович        | Вера Ивановна, учитель английского языка |
| Дмитрий Дюжев       | Александр Иванович, физрук               |
| Евдокия Германова   | мать Таи                                 |
| Дмитрий Харатьян    | отец Комарова                            |
| Сергей Юшкевич      | отец Зорина-Кротова                      |
| Всеволод Яшкин      | Андрей Никитин                           |
| Алла Подчуфарова    | Бабуркина                                |
| Анна Корнилова      | Алиса                                    |
| Екатерина Кудинская | Екатерина Моисеева                       |
| Дарина Фалдеева     | сестра Комарова                          |
| Вера Зотова         | мать Комарова                            |
| Наталья Евстигнеева | учитель информатики                      |
| Владимир Сычёв      | охранник                                 |

Дмитрий Харатьян сыграл главную роль Игоря Грушко в фильме Владимира Меньшова. Евдокия Германова играла роль школьницы в фильме Меньшова. На роль Олега Комарова пробовался Александр Домогаров-младший, но выбор пал на Евгения Дмитриева из-за его большей схожести во внешности с Дмитрием Харатьяном.

## Саундтрек
В 2009 году рэп-рок-музыкант Noize MC, также исполнивший одну из главных ролей, выпустил альбом-саундтрек к фильму. В релиз вошли 9 исполненных им в фильме песен, а также несколько ремиксов на них. В альбоме нет произведений, прозвучавших в фильме, за авторством других исполнителей.
| №   | Название                                              | Длительность |
| --- | ----------------------------------------------------- | ------------ |
| 1.  | «Лето в столице»                                      | 3:26         |
| 2.  | «Моё море»                                            | 2:26         |
| 3.  | «Утро (Он, а не я)»                                   | 2:11         |
| 4.  | «Выдыхай»                                             | 3:08         |
| 5.  | «Не могу найти»                                       | 3:24         |
| 6.  | «Это был дождь»                                       | 4:22         |
| 7.  | «Суицид»                                              | 3:53         |
| 8.  | «Давай приколемся» (ft. 228, Chupak)                  | 3:29         |
| 9.  | «Какая жалость»                                       | 2:34         |
| 10. | «У.Е.»                                                | 2:42         |
| 11. | «Деньги»                                              | 2:34         |
| 12. | «Лето в столице» (Maestro A-Sid Jungle RMX)           | 4:13         |
| 13. | «Моё море» (ЛевПрав версия)                           | 2:28         |
| 14. | «Выдыхай» (ЛевПрав версия)                            | 3:08         |
| 15. | «Мы всего добились сами» (ft. 228; Maestro A-Sid RMX) | 2:50         |

В клипе Noize MC «Моё море» можно заметить кадры эпизодов, не вошедших в финальную версию фильма, например, сцену, когда Тая пытается разнять дерущихся Олега и Игоря после педсовета.
Помимо песен Noize MC, в фильме прозвучали следующие произведения:
- Tanin Jazz — «Виртуальная любовь», «Feel This Time»
- Cheese People — «Ua-a-a»
- M. Рыжов — «Electrosexy»
- НеДіля feat. Росава — «I Will Fly»
- DJ Professor Morriarty — «Rather to Feel Somebody»
- Sorinello — «World»
- W.K.? — «Мармелада»
- ZHOO — «Лохушка»
- Elkin — «DeuchX»

## Комментарии
1. ↑  Согласно заключительным титрам фильма, в нём были использованы следующие композиции за авторством Noize MC: «У. Е.», «Лето в столице», «Деньги», «Моё море», «Это был дождь», «Выдыхай», «Какая жалость», «Утро» (Он, а не я)», «Я не могу тебя найти»